# SIAM Journal on Numerical Analysis
La revue SIAM Journal on Numerical Analysis (abrégée en SINUM) est une revue scientifique centrée sur la recherche en analyse numérique. Elle est publiée par la  Society for Industrial and Applied Mathematics (SIAM). C'est une revue bimestrielle, paraissant depuis 1964. Jusqu'en 165, elle s'appelait Journal of the Society for Industrial & Applied Mathematics, Series B: Numerical Analysis. Les articles sont évalués par les pairs,. Le rédacteur en chef est Pavel Bochev. Le facteur d'impact est 1,978 en 2016, en légère et continuelle croissance.

## Thèmes
Les sujets couverts par la revue comprennent l'étude rigoureuse de la convergence des algorithmes, leur précision, leur stabilité et leur complexité informatique. Sont également inclus des résultats qui contribuent à l'analyse des algorithmes et les résultats informatiques qui démontrent le comportement et l'applicabilité des algorithmes.